# Daegot-myeon
Daegot-myeon (koreanska: 대곶면)  är en socken i kommunen Gimpo i provinsen Gyeonggi i Sydkorea, 36 km väster om huvudstaden Seoul.